# اگزابولون سیپیونات
اگزابولون سیپیونات (به انگلیسی: Oxabolone cipionate)، استرانابول دپو (به انگلیسی: Steranabol Depo)، استرانابول ریتاردو (به انگلیسی: Steranabol Ritardo) یا اگزابولون سایپیونات (به انگلیسی: oxabolone cypionate)، یک استروئید آنابولیک است. این ترکیب دارویی بیشتر به شکل آمپولهای ۱۰، ۲۵ و ۵۰ میلی‌گرمی در دسترس می‌باشد.